# T42 (танк)
Танк з 90-мм гарматою, T42 (англ. 90mm Gun Tank T42) — дослідний середній танк США кінця 1940-х років. Був створений в 1948–1950 роках на основі конструкції дослідного легкого танка T37. Конструктивно T42 був спробою отримати з T37 «полегшений» середній танк шляхом посилення бронювання та озброєння, як альтернатива значно важчого серійного M46. В 1951 — 1952 роках були побудовані шість прототипів T42, за результатами випробувань яких танк був відкинутий військовими через низьку тягоозначенність і як наслідок, рухливість, що не відповідала останнім вимогам. Однак, розвиток програми T42, як в цілому перспективного напрямку, тривало ще протягом декількох років. Після початку Корейської війни як тимчасовий захід був запущений у виробництво «перехідний» танк M47, що був поєднанням краще броньованої башти та досконалішого комплексу озброєння T42 з модифікованим шасі серійного M46. Крім цього, на шасі самого T42 в 1951–1955 роках був створений експериментальний танк T69, на якому випробовувалася компоновка з хитною баштою.